# Kungsbron
Kungsbron (en français : pont du Roi) est un double pont au centre de Stockholm en Suède. 

## Situation
Kungsbron est emprunté par la rue Kungsgatan reliant Norrmalm et Kungsholmen. 
Le pont traverse en partie la gare routière de Cityterminalen (sv) et en partie Klara sjö et Barnhusviken (sv).
Le double pont est le prolongement de Kungsgatan (en français : rue du Roi), qui a reçu son nom en 1881, probablement choisi parce qu'elle croise Drottninggatan (en français : rue de la Reine).

## Histoire
Le premier Kungsbron a été construit entre 1878 et 1881 et, avec le Kungsgatsviadukten enjambant la voie ferrée, a remplacé l'ancien Kungsholmsbron qui passait à Blekholmen sur le tronçon de Gamla Brogatan.
Suite à une proposition du comité de planification, le nom du pont a été décidé avec les mots suivants : « Le nom Kungsbron sera donné au nouveau pont sur Barnhusviken et le nom Kungsgatan sera donné à la nouvelle rue, qui dans le prolongement de ce pont vers l'est sera prolongée jusqu'à Hötorget. ».
L'ancien pont était un pont tournant en acier, mesurant 10,7 mètres de large et doté de balustrades en fonte et de candélabres aux deux extrémités. 
Le pont tournant a été remplacé en 1944 par deux ponts en arc en béton à circulation à sens unique, chacun de 14 mètres de large avec une portée maximale de 68 mètres. 
Les arcs en acier utilisés dans le moulage du pont ont ensuite été réutilisés comme pièces porteuses dans le pont de Pålsund (sv).
En 1907, le pont de Kungsbron a été complété par le Kungsgatsviadukten au-dessus de la gare de triage. Il s'agissait d'un pont en arc en acier d'une portée de 42 mètres. Ce pont a été démoli en 1986 lors de la construction du pont en béton actuel.

## Galerie

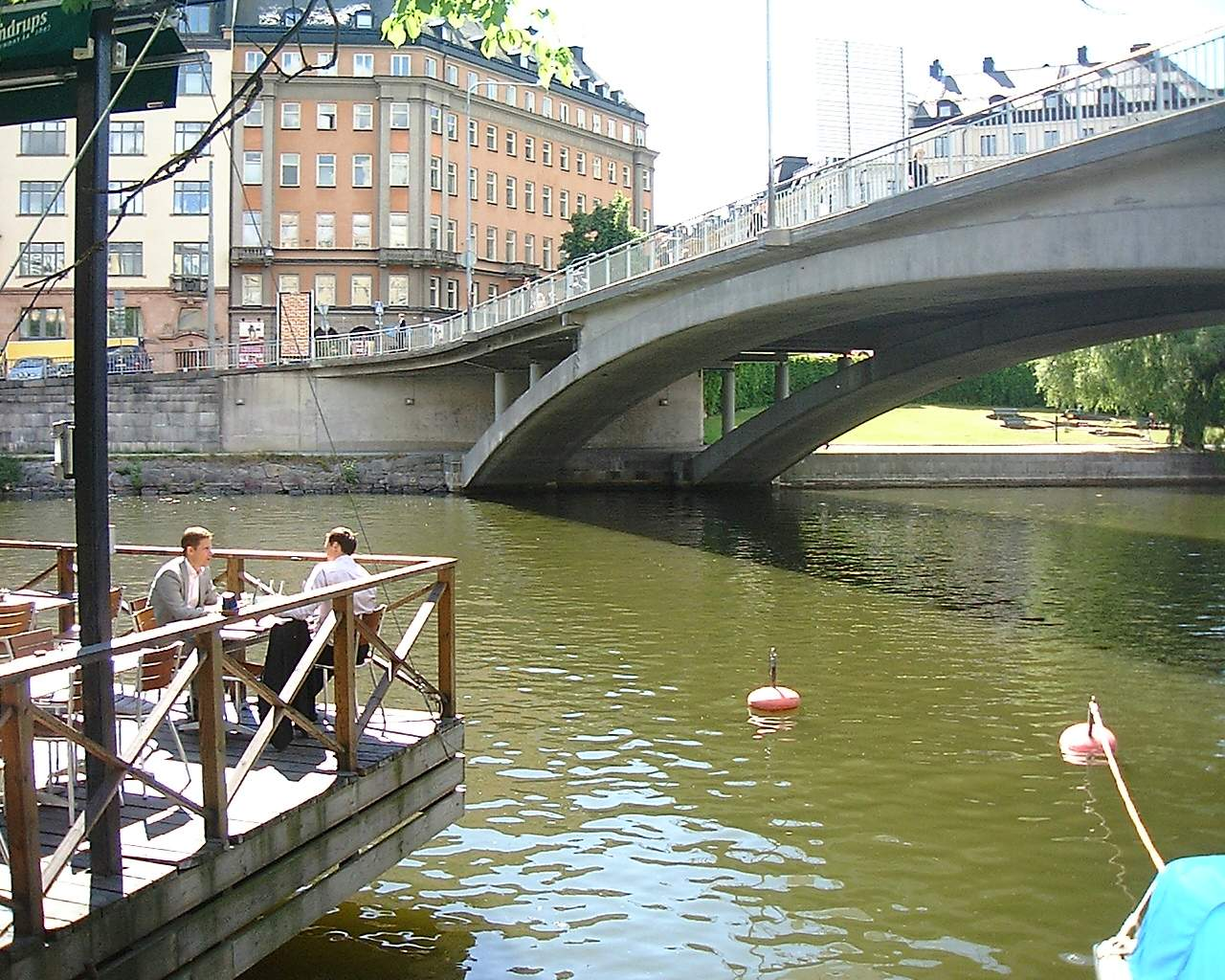
Kungsbron vu de Norrmalm.
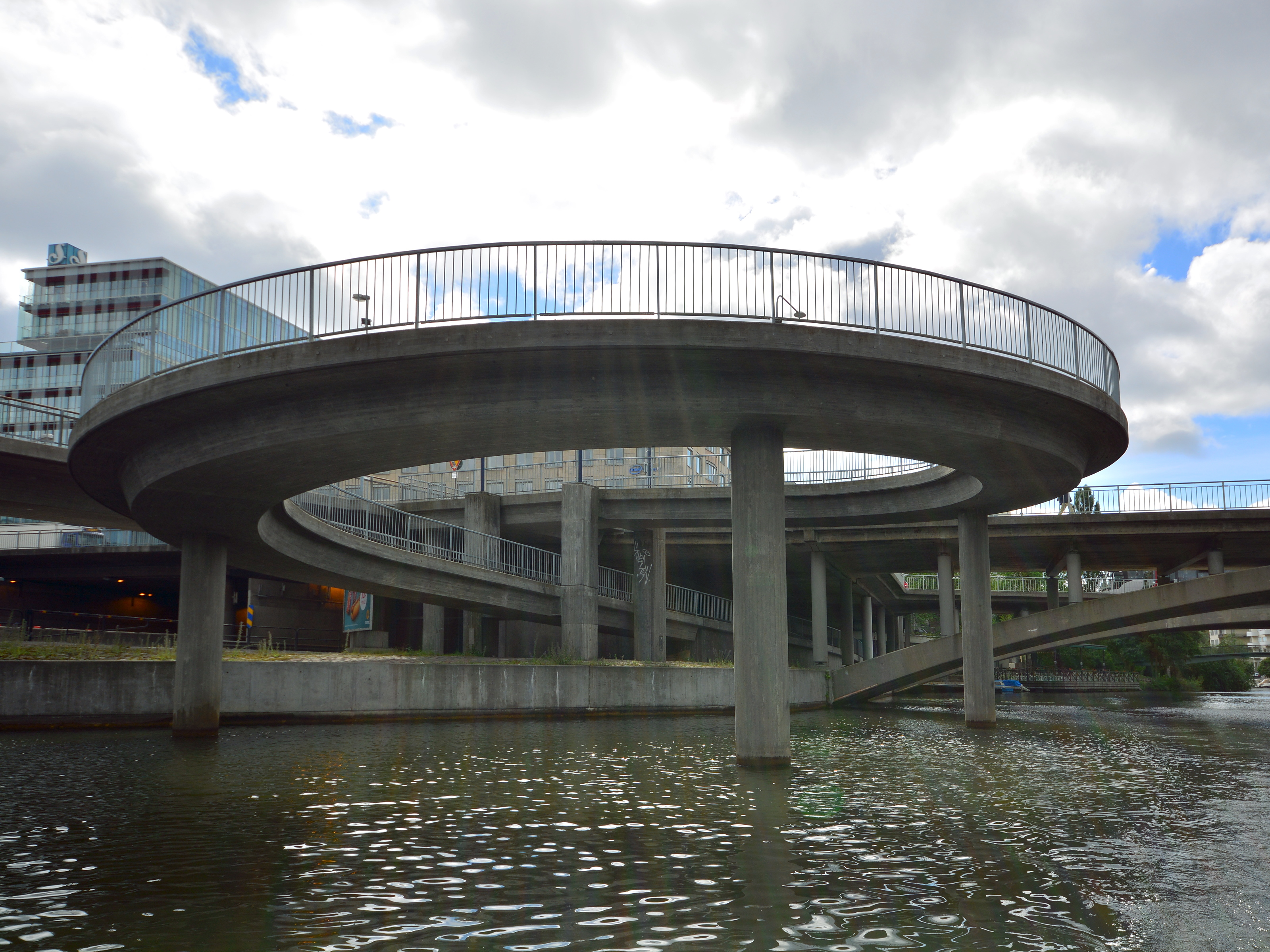
La passerelle du Kungsbron jusqu'à Blekholmsterrassen.
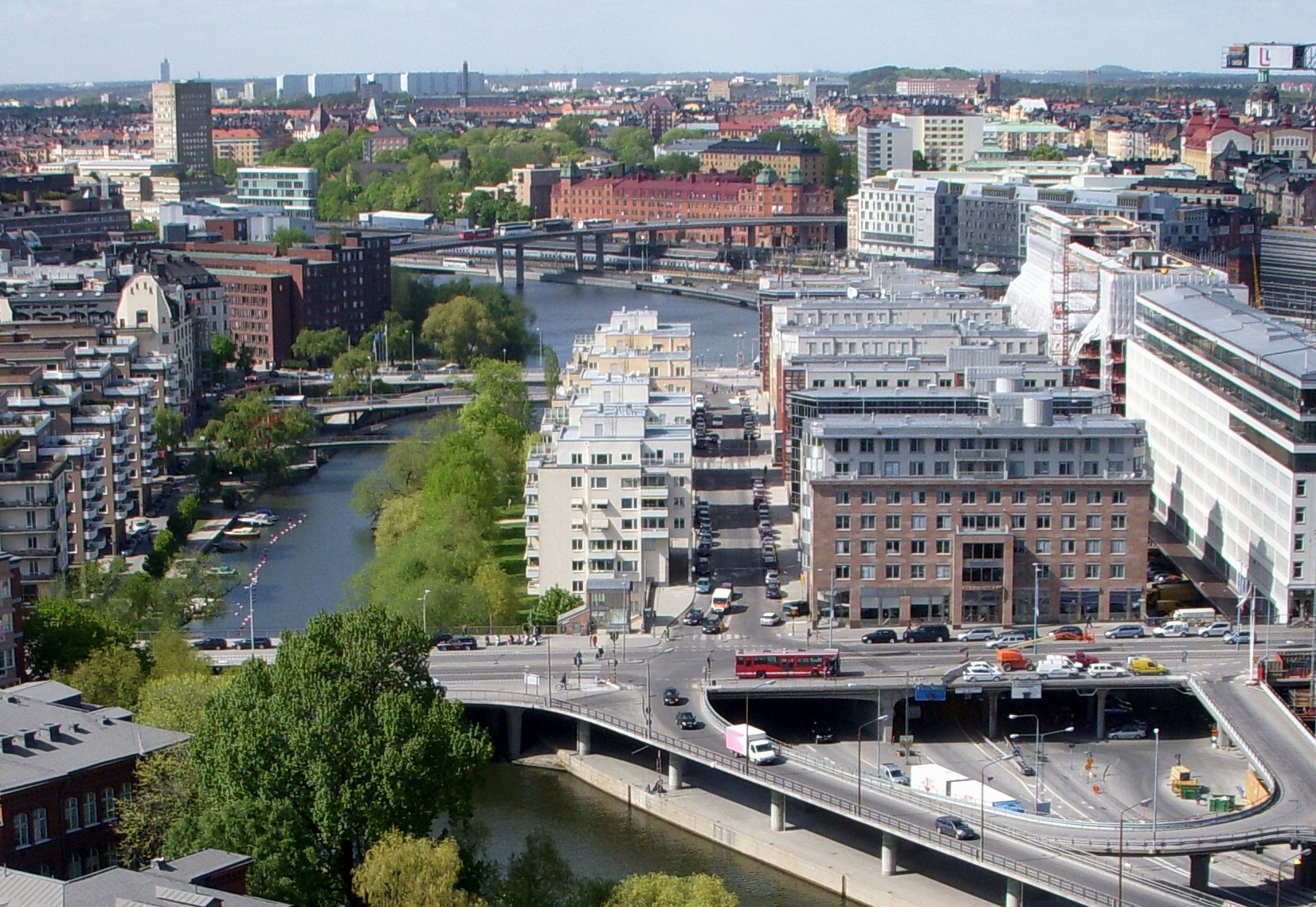
Blekholmen vu depuis la tour de l'hôtel de ville. On peut voir Barnhusviken, Barnhusbron, Bonnierhuset, Kungsbron, Blekholmsterrassen, l'entrée sud du Blekholmstunneln et du Klarabergsviadukten, ainsi que Klara sjö.